# Dymasius miser
Dymasius miser är en skalbaggsart som beskrevs av Holzschuh 2005. Dymasius miser ingår i släktet Dymasius och familjen långhorningar. Inga underarter finns listade i Catalogue of Life.